# South Ribble (circonscription britannique)
Circonscription parlementaire de la Chambre des communes
La circonscription de South Ribble  est une circonscription située dans le Lancashire, et représentée à la Chambre des communes du Parlement britannique.

## Députés
Les Members of Parliament (MPs) de la circonscription sont :
Depuis 1885
| Législature  | Années        | Député             | Député             | Parti        |
| ------------ | ------------- | ------------------ | ------------------ | ------------ |
| South Ribble |               |                    |                    |              |
| 49e          | 1983–1987     |                    | Robert Atkins      | Conservateur |
| 50e          | 1987–1992     |                    | Robert Atkins      | Conservateur |
| 51e          | 1992–1997     |                    | Robert Atkins      | Conservateur |
| 52e          | 1997–2001     |                    | David Borrow       | Travailliste |
| 53e          | 2001–2005     |                    | David Borrow       | Travailliste |
| 54e          | 2005–2010     |                    | David Borrow       | Travailliste |
| 55e          | 2010–2015     |                    | Lorraine Fullbrook | Conservateur |
| 56e          | 2015–2017     | Seema Kennedy      |                    | Conservateur |
| 57e          | 2017–2019     | Seema Kennedy      |                    | Conservateur |
| 58e          | 2019–2024     | Katherine Fletcher |                    | Conservateur |
| 59e          | 2024–en cours |                    | Paul Foster        | Travailliste |

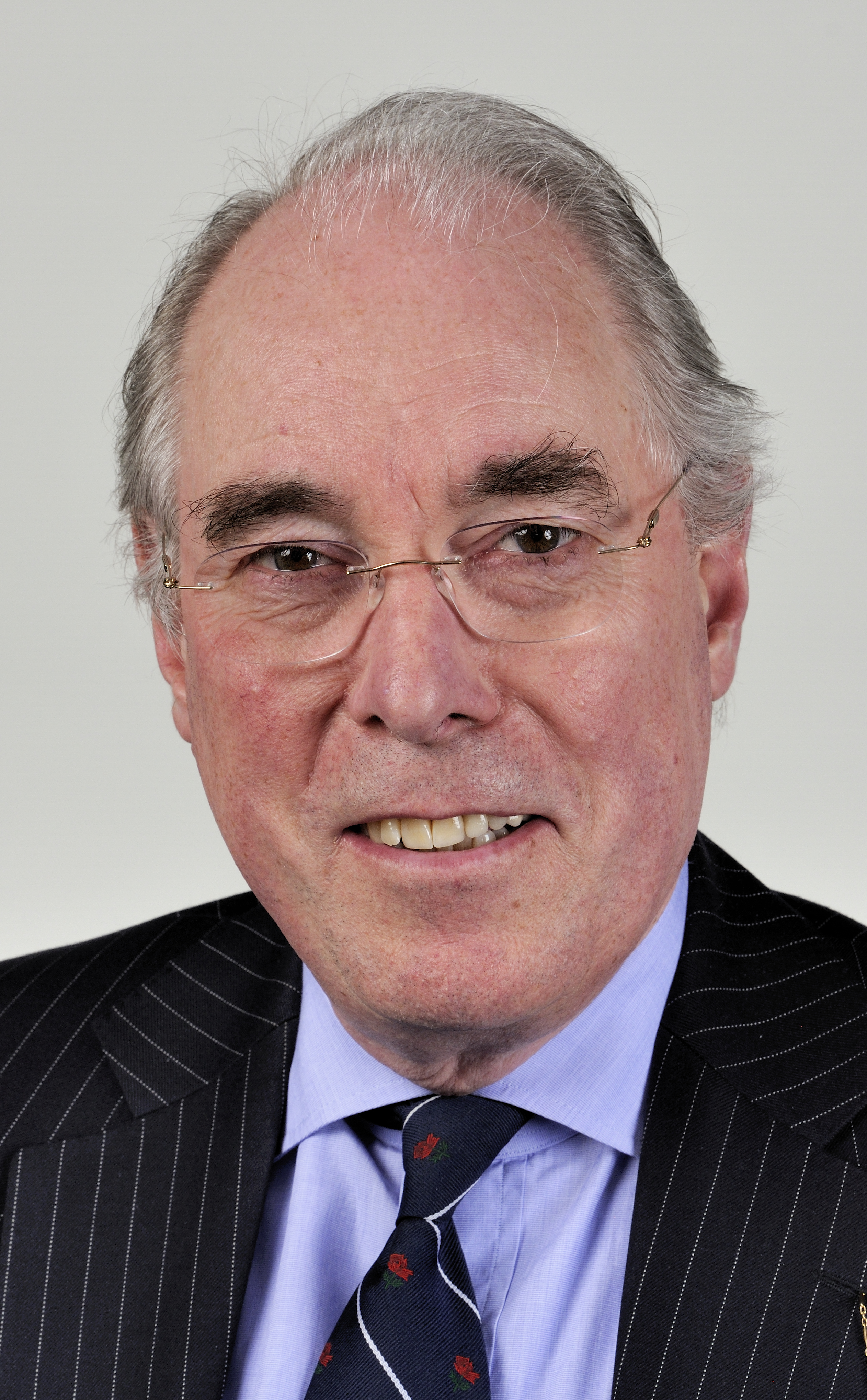
Robert Atkins (1983-1997)
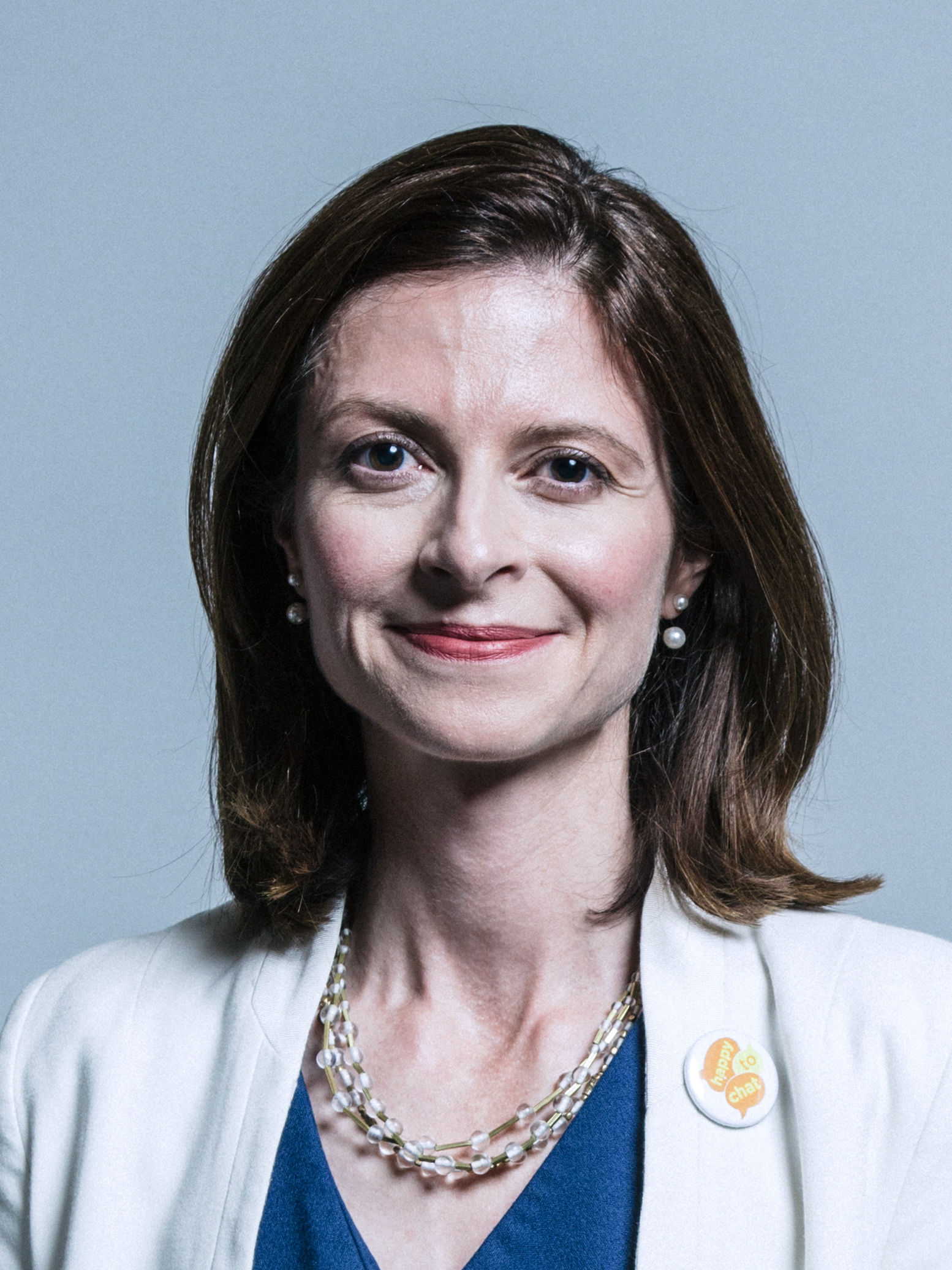
Seema Kennedy (2015-2019)
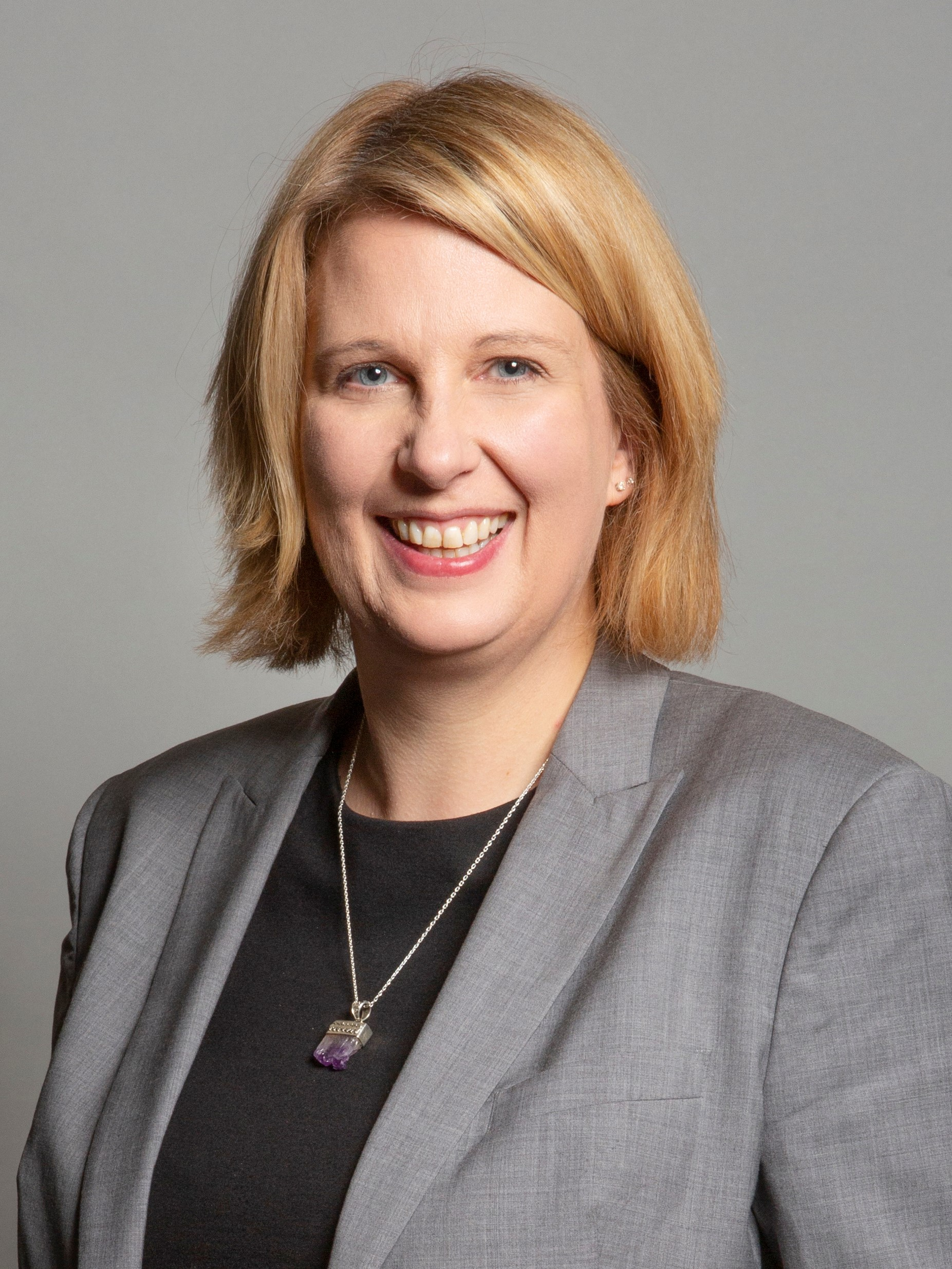
Katherine Fletcher (2019-2024)
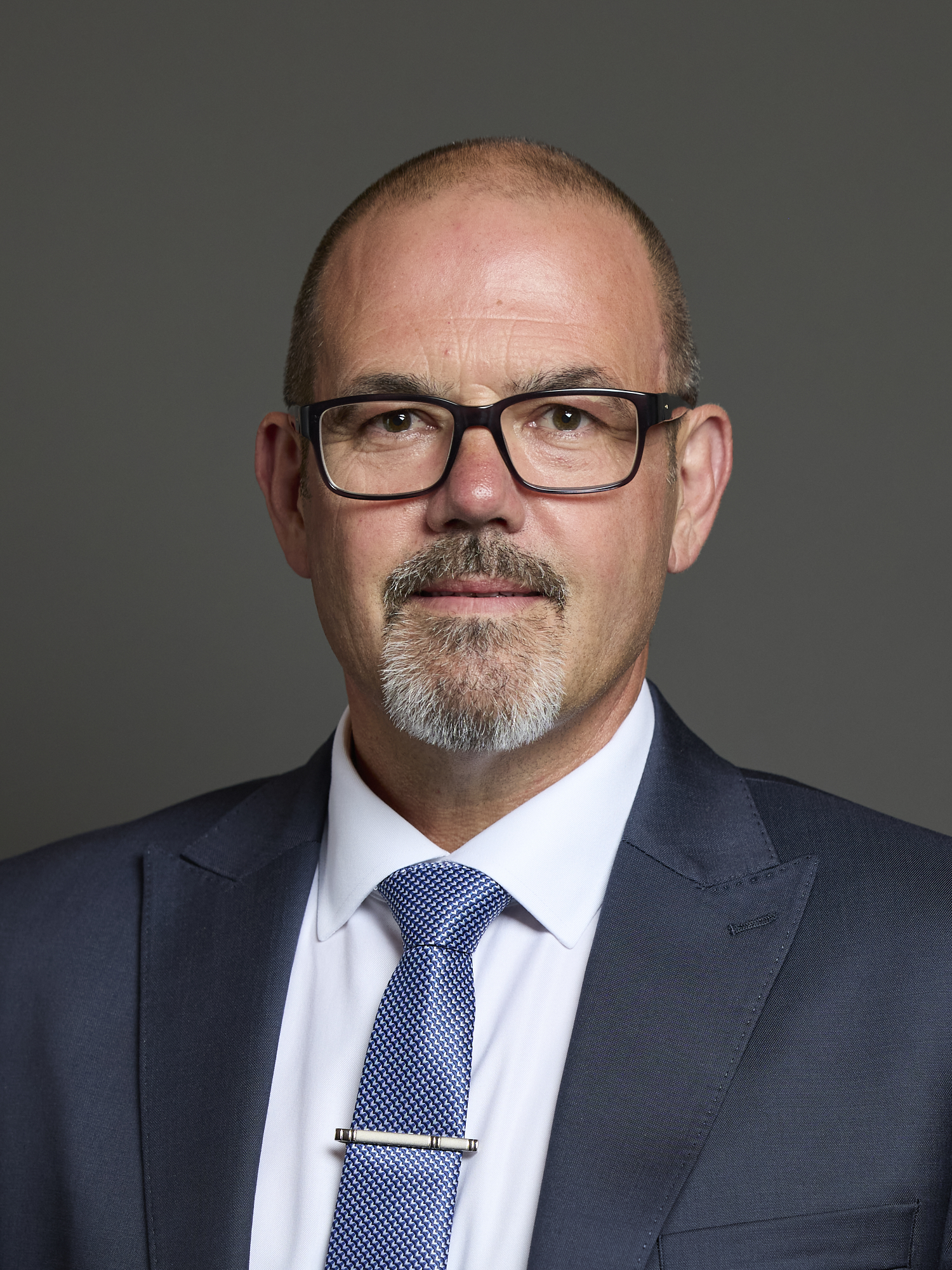
Paul Foster (depuis 2024)